# The Remix Suite
《The Remix Suite》는 2009년 10월 17일에 발매된 마이클 잭슨의 음반이다. 모타운 레코드에 의해 발매되었다.

## 평가
| 전문가 평가   | 전문가 평가 |
| 평가 점수     | 평가 점수   |
| 출처          | 점수        |
| ------------- | ----------- |
| The A.V. Club | (C)         |
| Rolling Stone | [ 2 ]       |